# Fibulosebacea strigosa
Fibulosebacea strigosa är en svampart som först beskrevs av Bourdot & Galzin, och fick sitt nu gällande namn av K. Wells & Raitv. 1987. Fibulosebacea strigosa ingår i släktet Fibulosebacea och familjen Auriculariaceae.   Inga underarter finns listade i Catalogue of Life.